# Yasuharu Suematsu

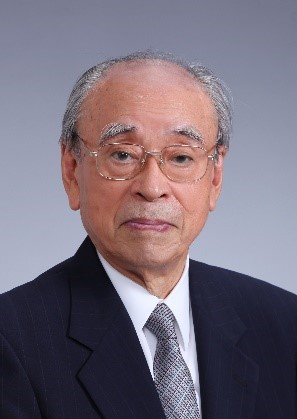
Yasuharu Suematsu

Yasuharu Suematsu (japanisch 末松 安晴, Suematsu Yasuhara; geb. 22. September 1932 in Nakatsu, Präfektur Gifu) ist ein japanischer Ingenieur der Nachrichtentechnik.

## Leben und Werk
Yasuharu Suematsu studierte Ingenieurwissenschaften an der Tōkyō Kōgyō Daigaku, an der er später Professor wurde. 1989 wurde er Präsident der Hochschule. 1997 wurde er Präsident der „Technischen Universität Kōchi“ (高知工科大学, Kōchi kōka daigaku). Suematsu forschte auf dem Gebiet der Lasertechnik. Ihm gelang es mit Mitarbeitern, 1979 Oberflächenemitter zu entwickeln und damit einen neuen Zweig der Leuchtdiodentechnik zu begründen.
Suematsu wurde vielfach mit Preisen ausgezeichnet, so 1983 mit der Valdemar Poulsen Gold Medal, Danish Academy, 1985 mit der Electronics Letters Premium Award, IEE, UK, 1997 mit einem Preis der Eduard-Rhein-Stiftung für seine Forschung zu Halbleitern und integrierter Optik für Anwendungen in optischen Kommunikationssystemen, 2003 mit der IEEE James H. Mulligan, Jr. Education Medal, 2014 mit dem Japan-Preis. Suematsu ist außerdem vielfacher Ehrendoktor.
2003 wurde Suematsu von japanischer Seite als Person mit besonderen kulturellen Verdiensten geehrt und 2015 mit dem Kulturorden ausgezeichnet.